# Geocerthia serrana
Geocerthia serrana là một loài chim trong họ Furnariidae.